# Großkirchheim
Großkirchheim is een gemeente in de Oostenrijkse deelstaat Karinthië en maakt deel uit van het district Spittal an der Drau.
Großkirchheim telt 1558 inwoners. De belangrijkste weg, de 107, loopt dwars door de gemeente en is verder naar het noorden het startpunt van de Großglockner Hochalpenstraße.
Bad Kleinkirchheim · Baldramsdorf · Berg im Drautal · Dellach im Drautal · Flattach · Gmünd in Kärnten · Greifenburg · Großkirchheim · Heiligenblut am Großglockner · Irschen · Kleblach-Lind · Krems in Kärnten · Lendorf im Drautal · Lurnfeld · Mallnitz · Malta in Kärnten · Millstatt am See · Mörtschach · Mühldorf · Oberdrauburg · Obervellach · Radenthein · Rangersdorf · Reißeck · Rennweg am Katschberg · Sachsenburg · Seeboden am Millstätter See · Spittal an der Drau (stad) · Stall · Steinfeld · Trebesing · Weissensee · Winklern
- Gemeinsame Normdatei: 4999161-9
- Virtual International Authority File: 240120088